# 中国人民武装警察部队郑州指挥学院
中国人民武装警察部队郑州指挥学院，简称武警郑州指挥学院，是曾经存在的一所武警部队初级指挥干部军事高等院校，隶属武警河南总队，正师级。现已撤销，改建为训练基地。

## 历史与沿革
- 1983年，武警河南总队教导大队正式改建中国人民武装警察部队郑州指挥学校（武警郑州指挥学校）。
- 2004年，建立中国人民武装警察部队指挥学院郑州分院，合署办公。
- 2006年，武警郑州指挥学校、武警指挥学院郑州分院合并，升格中国人民武装警察部队郑州指挥学院。
- 2011年，撤销，改建为训练基地。

## 专业
- 武警指挥专业